# Arthrocnodax haloxylonis
Arthrocnodax haloxylonis är en tvåvingeart som beskrevs av Fedotova 1993. Arthrocnodax haloxylonis ingår i släktet Arthrocnodax och familjen gallmyggor.
Artens utbredningsområde är Kazakstan. Inga underarter finns listade i Catalogue of Life.